# آدم بلاكستون
آدم بلاكستون (بالإنجليزية: Adam Blackstone)‏ هو منتج أسطوانات وملحن وكاتب أغاني وموسيقي أمريكي، ولد في 4 ديسمبر 1982 في ترنتون في الولايات المتحدة.